# The Sims: Makin' Magic
The Sims: Makin' Magic sedmi je i posljednji dodatak pušten u prodaju za stratešku/simulacijsku računalnu igru, The Sims. Dodatak u igru donosi novi, čarobni svijet i igra omogućava Simljanima bacanje čarolija i stvaranje talismana (uz rizik neuspjeha) među kojima se posebno ističu čarolije koje mogu djecu pretvoriti u odrasle osobe i kućne ljubimce u ljude.

## Nove mogućnosti
Dodatak Makin' Magic donosi novo susjedstvo, Začarani grad (Magic Town) u kojem Simljani mogu uvježbavati svoje magične sposobnosti, sudjelovati u magičnim dvobojima, uputiti se u različite potrage i kupovati sastojke za čarolije. Igrači sada mogu graditi "vlakove smrti" i karnevalske atrakcije za svoje Simljane. Simljani sada mogu živjeti u Začaranom gradu, ako im njihovo imovinsko stanje to dopušta. Igra donosi i novu valutu - čarobne novčiće (MagiCoins). Uz to, Makin' Magic uključuje i brojne nove interakcije i predmete.

## Zanimljivosti
Igra je u prodaju puštena s CD-om koji je promovirao tada nadolazeću igru The Sims 2 i koji je sadržavao isječke iz igre, fotografije i intervjue s tvorcima igre. Video isječci i fotografije su, međutim, pokazivali neke značajne razlike u odnosu na konačnu verziju igre zato što je ona tada još bila u razdoblju razvitka. Te su razlike uključivale nepostojanje želja i strahova i promjenljive vremenske uvjete u igri.

## Prijevod
- Francuski: "Les Sims: Abracadabra"
- Njemački: "Die Sims: Hokus Pokus"
- Talijanski: "The Sims: Magie e Incantesimi"
- Španjolski: "Los Sims: Magia Potagia "
- Nizozemski: "De Sims: Abracadabra"
- Poljski: "The Sims Abrakadabra"
- Portugalski (Brazil): "The Sims: Num Passe de Mágica"
- Finski: "The Sims: Taikaa"